# Разумовский, Василий Григорьевич
Василий Григорьевич Разумовский (1 февраля 1930, Вятка, Вятский округ, Нижегородский край, РСФСР — 21 февраля 2017, Москва, Российская Федерация) — советский и российский ученый в области школьного образования, методист и педагог, доктор педагогических наук, профессор, академик РАО (1993).

## Биография
Родился в семье потомственного педагога. Отец Разумовский Григорий Николаевич (1902-1989) работал учителем истории, в дальнейшем директором школы №32 г. Кирова. Мать Разумовская (Никифорова) Александра Тимофеевна - медицинский работник.
В 1952 г. окончил физико-математический факультет Кировского педагогического института. С 1952 по 1965 г. работал в Татауровской средней школе Нолинского района Кировской области учителем физики. Опыт молодого учителя физики по организации и развитию технического творчества учащихся был представлен на ВДНХ СССР и был отмечен наградами. 
В период обучения с 1955 г. в аспирантуре АПН РСФСР одновременно являлся заведующим лабораторией Центральной станции юных техников, редактором в журнале «Политехническое обучение», заведующим книжной редакцией физики и астрономии издательства «Просвещение». В 1959 г. успешно защитил кандидатскую диссертацию о развитии технического творчества учащихся.
С 1961 г. работал в Институте содержания и методов обучения (СИМО) АПН СССР, в 1972—1981 гг. — заведующий лабораторией обучения физике. Занимал должность заместителя директора института. Вступил в КПСС[когда?].
В 1972 г. защитил докторскую диссертацию на тему: «Проблема развития творческих способностей учащихся в процессе обучения физике». Профессор (1976).
Действительный член АПН СССР (1982), академик РАО (1993).
С 1981 по 1992 г. — академик-секретарь Отделения дидактики и частных методик, с 1989 по 1992 г. — вице-президент АПН СССР.
С 1992 г. главный научный сотрудник Центра естественнонаучного образования ФГБНУ «Институт стратегии развития образования РАО».
Народный депутат СССР, член Комитета Верховного Совета СССР по науке, культуре, образованию и воспитанию (1989—1991).
В 1965—1992 гг. — главный редактор журнала «Физика в школе».
В 1981 г. — глава делегации СССР и вице — президент Международного конгресса ЮНЕСКО «Научно — техническое образование и национальное развитие» в Париже. В восьмидесятые годы, совместно с академиком Е. П. Велиховым руководил Всесоюзным семинаром «Компьютер и образование». В 1989—1991 гг. — руководитель научного коллектива и национальный координатор международного исследования по сравнительной оценке качества знаний школьников по математике и естествознанию (International Assessment of Educational Progress). 
В 1989 году избран народным депутаомт СССР от Академии педагогических наук СССР совместно с Советской ассоциацией педагогов-исследователей. Был членом Комитета Верховного Совета СССР по народному образованию и воспитанию. 
В 1995 г. — соучредитель "Всероссийской ежегодной конференции «Учебный физический эксперимент» в г. Глазове.
Похоронен на Троекуровском кладбище (участок 25).

## Научая деятельность
Активно разрабатывал концепцию развития познавательной и творческой самостоятельности учащихся на основе научного метода познания. Под его руководством была создана авторская программа, учебники для 7-11 классов, методические пособия для учителей, монография «Физика в школе. Научный метод познания и обучение». В 1970-е гг. являлся руководителем международного исследования научных сотрудников социалистических стран по сравнительной методике преподавания физики и определению общих тенденций ее развития. 
Результаты учащихся школы № 315 под его руководством были представлены в Центральном выставочном зале г. Москвы (1968), а также в городах Сан-Франциско, Сиетл, Портленд, Бостон и др. (США, 1965—1967) и обобщены в монографии «Творческие задачи по физике». 
Автор свыше 400 научных трудов по дидактике, методике преподавания физики и сравнительной педагогике. 

## Избранные научные труды
"Развитие технического творчества учащихся". М., Учпедгиз. 1961.
- «Творческие задачи по физике в средней школе». М., Просвещение (1966)
- «Физика в средней школе США», М., Педагогика (1973)
- «Развитие творческих способностей учащихся в процессе обучения физике». Пособие для учителей. М., «Просвещение» (1975)
- «Методика обучения физике в школах СССР и ГДР» (с соавт.). М., Просвещение (1978)
- «Основы методики преподавания физики в средней школе»/В. Г. Разумовский, А. И. Бугаев, Ю. И. Дик и др. М.: Просвещение (1984)
- «Физика и астрономия». Учебник для 7—9 кл. ср. школы, М., 1996.
- «Инновации в преподавании физики в школах за рубежом». Новосибирск: РИД НГУ (2005)
- «Физика в школе. Научный метод познания и обучение»/ В. Г. Разумовский, В. В. Майер. М. : Гуманитарный изд. центр ВЛАДОС (2007)
- «ФГОС и изучение физики в школе: о научной грамотности и развитии познавательной и творческой активности школьников: монография». М. (Разумовский В. Г., Майер В. В., Вараксина Е. И.); СПб.: Нестор-История (2014)

## Награды и звания
Награжден орденом «Знак Почёта» (1981), Почётной грамотой Президиума Верховного Совета РСФСР (1984).
Золотая медаль РАО «За достижения в науке Российской Академии образования» (2007).